# Tôn giáo tại Bhutan
Các tín ngưỡng và tôn giáo tại Bhutan (2020)
Tôn giáo chính thức của Bhutan là Phật giáo Kim cương thừa với hơn 84% dân số là tín đồ. Theo Hiến pháp Bhutan, Phật giáo được quy định là quốc giáo, di sản quốc gia và là bản sắc của nhân dân Bhutan. Druk Gyalpo (Quốc vương Bhutan) là người bảo hộ tất cả các tôn giáo và đảm bảo quyền tự do tôn giáo của cư dân Bhutan. Khoảng 85% dân số của Bhutan theo dòng truyền thừa Drukpa của trường phái Kagyu hoặc trường phái Nyingma của Phật giáo Tây Tạng hoặc các trường phái Phật giáo khác. 11.3% dân số Bhutan (chủ yếu là người Lhotshampa) theo Ấn Độ giáo.

## Phật giáo
Người Ngalop (có gốc gác từ Tây Tạng) chiếm phần lớn dân số ở khu vực phía tây và trung tâm Bhutan và chủ yếu theo dòng truyền thừa Drukpa của trường phái Kagyu (Phật giáo Kim cương thừa).
Người Sharchop (người bản địa tại vùng đất thuộc Bhutan ngày nay) sinh sống tại khu vực phía đông Bhutan. Một bộ phận người Sharchop được cho là thực hành tín ngưỡng Phật giáo kết hợp một số yếu tố của Bôn giáo trong khi một bộ phận khác theo Ấn Độ giáo và tin vào thuyết vật linh.
Nhà nước Bhutan bảo hộ các tu viện Phật giáo của hai trường phái Kagyu và Nyingma. Hoàng gia Bhutan thực hành tín ngưỡng Phật giáo kết hợp cả hai trường phái trên, bên cạnh đó nhiều công dân tin vào khái niệm kanying zungdrel (tiếng Dzongkha: བཀའ་རྙིང་ཟུང་འབྲེལ་, tạm dịch: Kagyu và Nyingma đồng nhất).

## Ấn Độ giáo
Người theo Ấn Độ giáo sống chủ yếu tại khu vực phía nam Bhutan, có dân số lên đến 92,167 người - tức chiếm hơn 11% dân số của nước này - và khiến cho Ấn Độ giáo trở thành tôn giáo lớn thứ hai Bhutan. Đa phần người theo Ấn Độ giáo là người Lhotshampa, mặc dù một bộ phận người dân tộc này cũng theo đạo Phật. Ngôi đền Ấn Độ giáo đầu tiên tại thủ đô Thimphu được đức Je Khenpo đặt nền móng khởi công vào năm 2012. Người dân thực hành tín ngưỡng Ấn Độ giáo theo từng nhóm có quy mô từ nhỏ đến vừa.

## Bôn giáo
Bôn giáo là một hệ thống tín ngưỡng vật linh và tín ngưỡng Shaman xuất hiện tại Bhutan trước khi thời kỳ truyền bá Phật giáo bắt đầu, xoay quanh việc sùng bái các hiện tượng thiên nhiên. Các thầy cúng Bôn giáo thường hành lễ cũng như kết hợp các nghi quỹ Bôn giáo tại các ngày lễ Phật giáo, tuy vậy số lượng cư dân Bhutan hoàn toàn theo tín ngưỡng đạo Bôn là rất ít.

## Kitô giáo
Số lượng Kitô hữu tại Bhutan rất nhỏ, chủ yếu là người dân thuộc nhóm sắc tộc Nepal. Theo một báo cáo vào năm 2007, không có nhà truyền giáo nào được hoạt động trong nước, mặc dù các tổ chức cứu trợ của Kitô giáo cũng như một số linh mục dòng Tên có tham gia vào các hoạt động giáo dục và nhân đạo tại Bhutan. Kitô giáo được một số linh mục dòng Tên từ Bồ Đào Nha truyền bá đến Bhutan vào khoảng cuối thế kỉ 17, tuy nhiên những lời dạy của đạo này đã không tạo được sức hút đối với những người Phật tử Bhutan sùng đạo.

## Islam giáo
Vào năm 2010, khảo sát của Trung tâm nghiên cứu Pew ước tính có tới 0.1% dân số Bhutan là người Muslim và Islam giáo không được bảo hộ theo Hiến pháp của quốc gia này.

## Tự do tôn giáo và quản lý đối với tôn giáo
Luật pháp quy định quyền tự do tôn giáo; các tổ chức và cá nhân có nghĩa vụ "phát huy di sản tinh thần của đất nước, đồng thời bảo đảm sự tách biệt giữa tôn giáo và chính trị" và chỉ tập trung vào nhiệm vụ tôn giáo của mình. Nhằm mục đích bảo tồn các giá trị tôn giáo và văn hóa của người dân, một số quy định tại Hiến pháp có tác động tới hành vi thuyết phục người khác cải đạo và không cho phép chức sắc tôn giáo bầu cử.
Luật Tổ chức tôn giáo 2007 có mục đích bảo vệ và bảo tồn di sản tinh thần của Bhutan thông qua việc quản lý và yêu cầu đăng ký thành lập tổ chức tôn giáo. Để hiện thực hóa mục tiêu này, Luật đã tổ chức ra Chhoede Lhentshog (tức Ủy ban về Tổ chức tôn giáo) để quản lý, giám sát và lưu trữ hồ sơ của tất cả các tổ chức tôn giáo tại Bhutan.
Trong năm 2007, không có báo cáo nào về bạo lực liên quan tới việc ép buộc tuân theo tín ngưỡng Phật giáo Kim cương thừa, về ngược đãi trong xã hội cũng như phân biệt đối xử trong tín ngưỡng và tôn giáo.